# Cheerleader
"Cheerleader" é uma canção do artista musical jamaicano OMI, contida em seu álbum de estreia Me 4 U (2015). Foi composta pelo próprio juntamente com Mark Bradford, Ryan Dillon e Clifton Dillon, sendo produzido pelo cantor em conjunto com o último. Originalmente lançada em 2012 no país natal do intérprete, através da Outfah Records, a faixa foi remixada pelo DJ e produtor alemão Felix Jaehn; esta versão foi lançada digitalmente em 19 de maio de 2014 pela Columbia Records sob o título de "Cheerleader (Felix Jaehn Remix)" e obteve um enorme sucesso pelo mundo, culminando nas tabelas musicais de diversos países.

## Desempenho nas tabelas musicais

### Posições
| Tabela musical (2014-15)                               | Melhor posição |
| ------------------------------------------------------ | -------------- |
| África do Sul (Entertainment Monitoring Africa)        | 1              |
| Alemanha (Media Control Charts)                        | 1              |
| Austrália (ARIA Charts)                                | 1              |
| Áustria (Ö3 Austria Top 40)                            | 1              |
| Bélgica (Ultratop 50 de Flandres)                      | 1              |
| Bélgica (Ultratop 40 da Valônia)                       | 1              |
| Brasil (Brasil Hot 100 Airplay)                        | 46             |
| Canadá (Canadian Hot 100)                              | 1              |
| Dinamarca (Tracklisten)                                | 1              |
| Escócia (The Official Charts Company)                  | 1              |
| Eslováquia (IFPI Slovenská Republika)                  | 1              |
| Espanha (Productores de Música de España)              | 3              |
| Estados Unidos (Billboard Hot 100)                     | 1              |
| Estados Unidos (Pop Songs)                             | 1              |
| Estados Unidos (Adult Pop Songs)                       | 6              |
| Estados Unidos (Latin Pop Songs)                       | 6              |
| Estados Unidos (Hot Adult Contemporary Tracks)         | 11             |
| Finlândia (IFPI Finlândia)                             | 13             |
| França (Syndicat National de l'Édition Phonographique) | 1              |
| Hungria (Magyar Hanglemezkiadók Szövetsége)            | 1              |
| Irlanda (Irish Recorded Music Association)             | 1              |
| Israel (Media Forest)                                  | 3              |
| Itália (Federazione Industria Musicale Italiana)       | 2              |
| México (Mexico Airplay)                                | 4              |
| Noruega (VG-lista)                                     | 5              |
| Nova Zelândia (NZ Top 40 Singles)                      | 3              |
| Países Baixos (MegaCharts)                             | 1              |
| Polônia (Związek Producentów Audio Video)              | 1              |
| Portugal (Portugal Digital Songs)                      | 1              |
| Reino Unido (UK Singles Chart)                         | 1              |
| Chéquia (IFPI Česká Republika)                         | 1              |
| Suécia (Sverigetopplistan)                             | 1              |
| Suíça (Schweizer Hitparade)                            | 1              |
| União Europeia (Euro Digital Songs)                    | 1              |

### Certificações
| País (Empresa)             | Certificação |
| -------------------------- | ------------ |
| África do Sul (RISA)       | Ouro         |
| Alemanha (BVMI)            | 3× Ouro      |
| Austrália (ARIA)           | 4× Platina   |
| Bélgica (BEA)              | Platina      |
| Dinamarca (IFPI Dinamarca) | 2× Platina   |
| Estados Unidos (RIAA)      | 3× Platina   |
| Espanha (PROMUSICAE)       | 3× Platina   |
| Itália (FIMI)              | 5× Platina   |
| Nova Zelândia (RMNZ)       | 2× Platina   |
| Reino Unido (BPI)          | 2× Platina   |
| Suécia (GLF)               | 7× Platina   |